# Екотопія
Екото́пія (скор. від «екологічна утопія») — тип правління та суспільний устрій, максимально орієнтований на збереження довкілля, з яким громадяни екотопічного суспільства прагнуть жити в повній гармонії.
Екотопія ґрунтується на філософії радикального енвайронменталізму. При екотопії найбільше уваги приділяється саме питанню взаємодії людини й навколишнього середовища. Така модель екологічно ідеального суспільства передбачає гуманне ставлення як до природи, так і до інших людей. Сучасні екологічні організації створюють табори екотопії для молоді по всьому світу. Найрадикальніші прихильники екотопії прагнуть встановити її насильницьким шляхом.